# Olaf Marschall
Olaf Marschall (Torgau, 19 de Março de 1966) é um ex-futebolista alemão, que atuava como atacante.

## Carreira

### Clubes
Nascido na antiga Alemanha Oriental, iniciou a carreira no Lokomotive Leipzig. Após a Reunificação Alemã, transferiu-se ao futebol austríaco. Ganhou destaque no Kaiserslautern, sagrando-se campeão alemão na temporada 1997/1998.

### Seleção Alemã
Disputou a Copa do Mundo FIFA de 1998 e a Copa das Confederações de 1999.